# Kirakkavuono
Kirakkavuono är en vik i Finland.  Den är en del av Enare träsk och ligger i Enare kommun i landskapet Lappland, i den norra delen av landet, 1 000 km norr om huvudstaden Helsingfors.